# Claude Bergeret
Pour les articles homonymes, voir Bergeret.
Claude Bergeret, née le 19 octobre 1954 à Annecy, est une joueuse de tennis de table française.

## Biographie
Claude Bergeret a commencé le tennis de table à l'âge de 10 ans dans sa ville natale. Son style de jeu était basé sur la contre-attaque.
Représentant l'A.S.P.T.T. Annecy, elle participe en 1971 aux championnats d'Europe des jeunes à Ostende. Elle s'entraîne ensuite à l'Institut national des sports à Vincennes et devient professeur d'éducation physique et sportive.
Meilleurs joueuse française du milieu des années 1970 au début des années 1980, elle est classée 18e mondiale en janvier 1977. Elle est également la première joueuse française de niveau international de l'après-guerre.
Après de multiples titres dans le championnat de France, elle remporte le titre mondial en 1977 en double mixte avec Jacques Secrétin contre les Japonais Tasaka et Yokota. Deux ans plus tard à Pyongyang, elle obtient une médaille de bronze en mixte.
Elle arrête sa carrière sportive en 1982 et devient entraineur de l'équipe de France junior de 1983 à 1985, puis de l'équipe sénior en 1986-1987. Elle est nommée par la suite vice-présidente de la fédération européenne de tennis de table, et Présidente de la commission des athlètes à la fédération internationale.

## Palmarès
- 6 fois championne de France en simples (1972-1975, 1977, 1983),
- 6 fois championne de France en double dames (1972-1976, 1982)
- 7 fois championne de France en double mixte (six fois avec Jacques Secrétin de 1973 à 1975 et de 1978 à 1980 et une fois avec Vincent Purkart en 1977)
- Championne du monde en double mixte avec Jacques Secrétin en 1977.
- Championne de France de Nationale 1 avec l'ASPTT Annecy en 1982

### Distinctions
Elle est élevée au rang de chevalier de la Légion d'honneur.